# Куп Србије и Црне Горе у одбојци за жене
Куп Србије и Црне Горе је био национални одбојкашки куп Србије и Црне Горе за жене који се одржавао у организацији Одбојкашког савеза Србије и Црне Горе.

## Историја
Куп Србије и Црне Горе у одбојци за жене је одбојкашко такмичење које је настало променом имена Купа СР Југославије због промене имена државе СР Југославије у Државна заједница Србија и Црна Гора 4. фебруара 2003.
Такмичење је одржано само три пута јер се 2006. Државна заједница Србија и Црна Гора раздвојила на Србију и Црну Гору, па је и овај куп за такмичење у сезони 2006/07. раздвојен на два дела Куп Црне Горе и Куп Србије.
Куп Србије и Црне Горе се играо годишње (такмичење одиграно исте године), прво издање Купа СЦГ је било 2003, а последње 2005. године.

## Финала
| Сезона          | Финале          | Финале                             | Финале           |
| --------------- | --------------- | ---------------------------------- | ---------------- |
| Сезона          | Победник        | Резултат                           | Поражени         |
| 2003. (Ужице)   | Јединство Ужице | 3 : 0 (25:19, 25:15, 25:19)        | Лука Бар         |
| 2004. (Београд) | Поштар          | 3 : 1 (26:24, 25:23, 20:25, 25:19) | Црвена звезда    |
| 2005. (Београд) | Поштар          | 3 : 1 (25:14, 23:25, 25:12, 27:25) | Спартак Суботица |

- У загради поред године се налази град у коме је одржан финални турнир.

### Успешност клубова
| Пласман | Екипа            | Победник     | Финалиста |
| ------- | ---------------- | ------------ | --------- |
| 1       | Поштар           | 2 2004, 2005 | –         |
| 2       | Јединство Ужице  | 1 2003       | –         |
| 3       | Спартак Суботица | –            | 1 2005    |
| 4       | Црвена звезда    | –            | 1 2004    |
| 5       | Лука Бар         | –            | 1 2003    |